# تشارلي رابي
تشارلي رابي (بالإنجليزية: Charlie Rabe)‏ هو لاعب كرة قاعدة أمريكي، ولد في 6 مايو 1932.

## وصلات خارجية
- تشارلي رابي على موقعبيزبول رفرنس.كوم (الدوري الرئيسي) (الإنجليزية)
- تشارلي رابي على موقعبيزبول رفرنس.كوم (الدوري الثانوي) (الإنجليزية)